# Flagship Studios
Flagship Studios — американская компания, разработчик компьютерных игр. Основана Биллом Роупером совместно с Максом Шефером, Эриком Шефером и Дэвидом Бревиком, до этого бывшими высокопоставленными сотрудниками Blizzard North, разрабатывающими серию игр Diablo. Работать совместно в команде они начали в 1993 году, когда основали компанию Condor Studios, позже приобретенную Blizzard Entertainment и переименованную в Blizzard North. Flagship Studios была основана после увольнения части сотрудников Blizzard North из-за разногласий между Blizzard Entertainment и Vivendi, причиной которых стали сомнения Vivendi относительно некоторых проектов Blizzard North. Основная платформа, для которой Flagship Studios разрабатывала игры — PC.
Для интеграции на международный рынок были заключены партнерские отношения с Namco Hometek и HanbitSoft.
Flagship Studios была признана банкротом в августе 2008 года.

## Игры

### Hellgate: London
Анонсирована в марте 2005, в статье игрового журнала PC Gamer. Релиз игры состоялся 31 октября 2007 года. До этого существовала как неизвестная игра в виде концепт-артов. Презентовалась как RPG, очень похожая на Diablo, однако, в отличие от неё являлась трехмерной и в ней имелось управление персонажем от первого лица. События игры происходят в постапокалипсическом Лондоне, который захватили демоны, и иллюстрирует борьбу между демонами и людьми. Разработчики акцентировали внимание на том, что игра будет не обычным шутером, в ней будет больше RPG-составляющих, таких как квесты и большая зависимость боевого состояния персонажа от характеристик, чем от навыков и рефлексов игрока. Другой особенностью игры являлась случайная генерация уровней, что обычно не характерно для игр с такой перспективой и масштабом. Хотя ожидания от игры было очень высоким, так как к её разработке были причастны бывшие сотрудники Blizzard Entertainment, и она стала бестселлером (с небольшими исключениями), однако, она получила противоречивые обзоры в игровой прессе и жалобы от многих игроков на её незавершенность, что впоследствии было признано Биллом Роупером. На данный момент компания не владеет интеллектуальной собственностью в отношении игры.

### Mythos
Mythos разрабатывалась отделением Flagship Studios под названием Flagship Seattle. Это была игра в жанре MMORPG, сделанная в стиле Diablo, и была предназначена для тестирования сетевой технологии, которая была компонентом Hellgate: London. Планировалось, что она будет бесплатной для скачивания и игры, хотя до конца её финансовая модель не была определена. После увольнений во Flagship Studios, интеллектуальная собственность на Mythos была передана Hanbitsoft в качестве залога по кредитам. Также, главный дизайнер игры, Трэвис Балдри, и соучредитель Flagship Studios, Макс Шефер, впоследствии основали игровую компанию Runic Games вместе с 14 бывшими сотрудниками Flagship Seattle. Runic Games разрабатывала похожую на Diablo RPG под названием Torchlight
.